# Ito Yuji
Yuji Ito (sinh ngày 20 tháng 5 năm 1965) là một cầu thủ bóng đá người Nhật Bản.

## Sự nghiệp câu lạc bộ
Yuji Ito đã từng chơi cho Yanmar Diesel, Nagoya Grampus Eight và Shonan Bellmare.